# Hoher Nock
Hoher Nock - najwyższy szczyt pasma górskiego Oberösterreichische Voralpen, będącego częścią Północnych Alp Wapiennych. Leży w Austrii, w kraju związkowym Górna Austria.